# Zera
Zera là một chi bướm ngày thuộc họ Bướm nâu.